# Camellia siangensis
Camellia siangensis là một loài thực vật có hoa trong họ Theaceae. Loài này được T.K.Paul & M.P.Nayar mô tả khoa học đầu tiên năm 1985.